# 高瀬千図
高瀬 千図（たかせ ちず、女性、1945年（昭和20年）12月5日 - ）は、作家。日本文藝家協会会員、歴史時代作家クラブ会員。

## 来歴・人物
長崎県長与町生まれ。熊本県立大学文学部 英米文学科卒業。卒論はウィリアム・サローヤン論。卒業後、出版社に勤務。その後、フリーに。
森敦に師事し、1984年、『イチの朝』で芥川賞候補。『夏の淵』で新潮新人賞受賞、芥川賞候補。1987年、『風の家』を上梓。翌年、三島由紀夫賞候補となる。1988年、『天の曳航』を講談社から上梓。野間賞新人賞候補となる。1996年、『イチの朝』と『夏の淵』を１冊にまとめ『夏の記憶』と改題して葦書房から上梓。1997年、菅原道真の生涯を描いた『道真　＜上・下＞』をNHK出版から上梓。
心の問題と取り組むため40代からセラピーの技法、またカウンセリングの技法などを学び、2013年、男性のメンタルケアのためのセルフセラピーの技法について『100％問題を解決する法』を近代文芸社から上梓、また2016年、Y'zネット社から北条政子の真実に迫る『龍になった女－北条政子の真実』を上梓。
能の愛好者として知られ、1991年、湾岸戦争勃発の年の2月、能のパリ公演をプロデュース、現九世観世銕之丞の羽衣をアリアンス・フランセーズとユネスコで上演。大成功を収めた後、観世銕之丞の能の会『華の実会』を主催。また自身の新作能『道真』を国立能楽堂、及び太宰府天満宮で菅原道真生誕千百年祭で上演。演出は九世観世銕之丞、作曲は笛の藤田流家元、藤田六郎兵衛、大倉流家元、小鼓の大倉源次郎など。
また、明恵上人の思想と行動の研究のため、2007年在家得度、3年後阿闍梨の資格を得て、密教の研究に当たる（法名：高瀬理趣（たかせ りしゅ））。
明恵は華厳経と密教の関係性を明らかにし、厳密の祖と呼ばれている。2018年、弦書房から明恵の生涯を描いた『明恵　栂尾高山寺秘話　＜上・下＞』を上梓。

## 著書

### 単著
- 『風の家』（講談社、1987年）ISBN 978-4062031875
- 『天の曳航』（講談社、1988年）ISBN 978-4062040297
- 『夏の記憶』（葦書房、1996年）ISBN 978-4751206256
- 『道真＜上・下＞』（日本放送出版協会、1997年）ISBN 978-4140052747
- 『誰にも知られず問題を100%解決する法―男性のためのセルフ・セラピーブック』（近代文藝社、2013年）ISBN 978-4773378641
- 『龍になった女―北条政子の真実―』（文蔵BOOKS、2015年）ASIN B0187NNEWC
- 『明恵《栂尾高山寺秘話》＜上・下＞』（弦書房、2018年）ISBN 978-4863291782

### 翻訳
- ドン・ミゲル・ルイス『愛の選択 ドン・ミゲル・ルイス』監訳（コスモス・ライブラリー、2000年）ISBN 978-4795223806
- レックス・ヒクソン『カミング・ホーム 文化横断的「悟り」論』監訳（コスモス・ライブラリー、2001年）ISBN 978-4434010477

### 深い交流があった人々
- 森敦：師事した人
- 中上健次：本を書くように勧めて下さった人
- 葦原瑞穂：魂の兄弟のような人
- 久本三多：高校時代の同級生であり、良き読み手

### 書評
- 明恵《栂尾高山寺秘話》ISBN 978-4863291782
  - 歴史時代作家クラブ
  - 週刊読書人
  - 東京新聞（東京新聞における掲載期限１カ月を経過した為、リンクを削除しました）
  - 北海道新聞（北海道新聞における掲載期限３カ月を経過した為、リンクを削除しました）

- 龍になった女―北条政子の真実―ASIN B0187NNEWC
  - 歴史時代作家クラブ